# Charlotte Kady
 (mai 2023).
 (mai 2023).
Si vous disposez d'ouvrages ou d'articles de référence ou si vous connaissez des sites web de qualité traitant du thème abordé ici, merci de compléter l'article en donnant les références utiles à sa vérifiabilité et en les liant à la section « Notes et références ».
Charlotte Kady est une actrice française née le 25 juin 1962 à Lyon.

## Biographie
La vocation de Charlotte Kady commence dès l'âge de 5 ans où, comprenant ce qui se passe à la télévision, elle s'amuse avec ses poupées à répéter ce qu'elle voit dans le poste. Mais elle décide de s'y mettre concrètement durant ses études universitaires durant lesquelles elle va au Cours Florent en parallèle. Elle tient son premier rôle en 1983 dans Y a-t-il un pirate sur l'antenne ? puis devient animatrice télé en 1984 sur Antenne 2 où elle reste quatre ans.
Charlotte Kady alterne cinéma, théâtre et télévision. Elle tourne notamment avec Bertrand Tavernier à plusieurs reprises : le petit rôle d'une bonne sœur dans La Vie et rien d'autre en 1989, un second rôle plus important dans Daddy nostalgie en 1990, puis elle joue la méchante Églantine de Rochefort dans La Fille de d'Artagnan en 1994 — mais auparavant c'est surtout avec L.627 en 1992 que leur collaboration va faire des étincelles. En effet, la comédienne obtient une nomination aux César du cinéma pour son rôle de la policière Marie, une performance qui lui vaut en outre de décrocher le prix Suzanne-Bianchetti de la révélation en juin 1993.
Les années suivantes la voient jouer les seconds rôles avec des réalisateurs tels que Gérard Oury (Fantôme avec chauffeur) ou Ariel Zeitoun (Une femme très, très, très amoureuse). Elle apparaît également dans On connaît la chanson (1997) d'Alain Resnais.
1998 marque le renouveau de sa carrière télévisuelle : elle interprète la kiné Anne Belfond, une héroïne de la série télévisée La Kiné (1998-2003). Elle revient au cinéma dans Mon père, il m'a sauvé la vie de José Giovanni en 2001, avec Bruno Cremer, et Laissez-passer en 2002 qui constitue la cinquième collaboration de la comédienne avec Bertrand Tavernier, qui fut son compagnon (Allociné).

### Carrière professionnelle
Après avoir été élève du Cours Simon, elle commence au théâtre dans une pièce de Pierre Barillet et Jean-Pierre Grédy intitulée Le Don d'Adèle avec Micheline Dax (1984), puis fait partie, de 1984 à 1988, de l'équipe d'animateurs de l'émission Récré A2. En 1984-1985, elle présente également Les Quat'z'amis après le départ de Fabrice. En 1986, elle participe à la fiction La Voiture rouge avec Dorothée dans le cadre de Récré A2. Pendant la dernière saison de Récré A2, après le départ de Dorothée pour TF1, elle anime l'émission en duo avec Marie Dauphin.
Après la fin de Récré A2, Charlotte Kady se concentre sur son métier de comédienne. Elle enchaîne avec une pièce de Laurence Jyl Mademoiselle Plume avec Annie Cordy (1988) et joue au théâtre des Variétés 3 partout aux côtés de Michel Leeb, adaptation de Jean Poiret et mise en scène de Pierre Mondy.
Outre plusieurs films sous la direction de Bertrand Tavernier, en particulier dans L.627 pour lequel elle est nommée pour le César du meilleur espoir féminin en 1993 et reçoit le prix Suzanne-Bianchetti, Charlotte Kady a beaucoup joué à la télévision, notamment dans des séries comme Terre indigo (1996), ainsi que dans les sagas de l'été Méditerranée (2001) avec Ingrid Chauvin et Macha Méril, et dans L'Été rouge (2002) avec Georges Corraface. Elle tient aussi des rôles importants dans plusieurs téléfilms, dont Le Roman de Georgette (2005) d'Alain Robillard, Chassé-croisé amoureux (2006) de Gérard Cuq, et, en 2010, dans une adaptation du vaudeville On purge bébé de Georges Feydeau écrite et réalisée par Gérard Jourd'hui pour la série des Contes et nouvelles du XIXe siècle.  
Le 25 novembre 2005, Charlotte met au monde, à 43 ans, Léo, dont le père est Jean-Luc Mathieu, producteur de spectacles.

## Filmographie

### Cinéma
- 1983 : Y a-t-il un pirate sur l'antenne ? de Jean-Claude Roy
- 1984 : L'Année des méduses de Christopher Frank
- 1989 : La Vie et rien d'autre de Bertrand Tavernier
- 1990 : Daddy nostalgie de Bertrand Tavernier
- 1991 : Money de Steven Hilliard Stern
- 1992 : L.627 de Bertrand Tavernier
- 1994 : La Fille de d'Artagnan de Bertrand Tavernier
- 1996 : Fantôme avec chauffeur de Gérard Oury
- 1997 : On connaît la chanson d'Alain Resnais
- 1997 : Une femme très très très amoureuse d'Ariel Zeitoun
- 1997 : Tarot d'Alexandre Thibault (court-métrage)
- 1999 : Au bain... mari ! de Pascal Graffin (court-métrage)
- 2001 : Mon père, il m'a sauvé la vie de José Giovanni
- 2002 : Laissez-passer de Bertrand Tavernier

### Télévision
- 1989 : Le Retour d'Arsène Lupin (série télévisée)
- 1994 : Flics de choc : le dernier baroud de Henri Helman : Wanda
- 1996 : Notre homme d'Élisabeth Rappeneau avec André Dussollier, Marie-France Pisier : Marianne
- 1996 : Terre indigo (feuilleton télévisé) avec Francis Huster, Cristiana Reali
- 1997 : L'Amour dans le désordre d'Élisabeth Rappeneau
- 1998 : La Famille Sapajou - le retour d'Élisabeth Rappeneau
- 1998 - 2003 : La Kiné (série télévisée) avec Didier Bienaimé : Anne
- 1998 : Un camion pour deux de Dominique Tabuteau (téléfilm) : sœur Cécile
- 1999 : Sapajou contre Sapajou d'Élisabeth Rappeneau
- 2000 : invité de Y'a pas photo diffusé sur TF1
- 2001 : Méditerranée (saga de l'été) avec Ingrid Chauvin, Philippe Caroit, Bruno Wolkowitch, Macha Méril, Sophie de La Rochefoucauld, Julie Bataille
- 2002 : L'Été rouge (saga de l'été, 2002) avec Georges Corraface, Guy Marchand, Valéria Cavalli, Agathe de La Boulaye, François-Éric Gendron et Jean-Michel Tinivelli
- 2003 : Le Roman de Georgette d'Alain Robillard
- 2003 : Qu'elle est belle la quarantaine ! d'Alexis Lecaye
- 2006 : Chassé croisé amoureux de Gérard Cuq, avec Ingrid Chauvin, Richaud Valls, Philippe Caroit
- 2006 : Le Vrai Coupable de Francis Huster avec Marine Delterme, Francis Huster
- 2010 : Alice Nevers, le juge est une femme (série télévisée, 2010) avec Marine Delterme et Jean-Michel Tinivelli
- 2010 : Section de recherches dans l'épisode Les Chasseurs avec Xavier Deluc, Jean-Claude Adelin : Louise
- 2010 : Contes et nouvelles du XIXe siècle : On purge bébé de Gérard Jourd'hui
- 2011 : Camping Paradis (saison 2, épisode 4) avec Laurent Ournac : Laurence Forrest
- 2015 : Le Vagabond de la Baie de Somme de Claude-Michel Rome
- 2015 : Commissaire Magellan, épisode Grand Large
- 2016 : Crime à Martigues de Claude-Michel Rome

## Théâtre
- 1991 : Trois partout de Ray Cooney et Tony Hilton, adaptation de Jean Poiret, mise en scène Pierre Mondy, théâtre des Variétés
- 1996 : Tromper n'est pas jouer ! de Daniel Colas avec Michel Roux, Corinne Lepoulain, Daniel Russo et Fiona Gélin, théâtre Saint-Georges
- 1996 : La Puce à l'oreille de Georges Feydeau avec Jean-Paul Belmondo et Cristiana Reali, mise en scène de Bernard Murat, théâtre des Variétés.
- 2004 : Traits d'union de Murielle Magellan, mise en scène Bernard Murat, théâtre des Mathurins
- 2009 : César, Fanny, Marius d'après Marcel Pagnol, adaptation et mise en scène Francis Huster, théâtre Antoine
- 2012 : Whatever Works d'après Woody Allen, mise en scène Daniel Benoin, théâtre Marigny
- 2013 : Le Journal d'Anne Frank, adaptation d'Éric Emmanuel Schmitt, mise en scène de Steve Suissa, théâtre Rive Gauche
- 2017 : À droite, à gauche de Laurent Ruquier, mise en scène Steve Suissa, théâtre des Variétés

## Distinctions
- 1993 : Nomination aux César du meilleur espoir féminin pour le film L627 de Bertrand Tavernier
- 1993 : prix de la SACD Suzanne Bianchetti comme révélation pour L627
- 2000 : Prix au festival de télévision de Monaco pour La Kiné
- 2002 : Prix de la comédienne de l'année au festival international de télévision de Luchon
- 2003 : Lauréate du trophée "Femme en Or" catégorie actrice de télévision.